# 1986年の台風
1986年の台風（1986ねんのたいふう、太平洋北西部で発生した熱帯低気圧）のデータ。台風の発生数は29個であった。
日本に上陸した台風は1個もなかったが、1951年の統計開始以降では2年前の1984年に次いで2度目である。ただし、日本に接近した台風は12個あった。8月には台風10号から変わった温帯低気圧が8.5水害を引き起こし、多数の死傷者を出した。

## 台風の日本上陸数
| 上陸数が多い年 | 上陸数が多い年                                   | 上陸数が多い年 | 上陸数が少ない年 | 上陸数が少ない年                                        | 上陸数が少ない年 |
| 順位           | 年                                               | 上陸数         | 順位             | 年                                                      | 上陸数           |
| -------------- | ------------------------------------------------ | -------------- | ---------------- | ------------------------------------------------------- | ---------------- |
| 1              | 2004年                                           | 10             | 1                | 2020年 2008年 2000年 1986年 1984年                      | 0                |
| 2              | 2016年 1993年 1990年                             | 6              | 6                | 2023年 2009年 1995年 1987年 1980年 1977年 1973年 1957年 | 1                |
| 5              | 2019年 2018年 1989年 1966年 1965年 1962年 1954年 | 5              |                  |                                                         |                  |

## 月別の台風発生数
| 1月 | 2月 | 3月 | 4月 | 5月 | 6月 | 7月 | 8月 | 9月 | 10月 | 11月 | 12月 | 年間 |
| --- | --- | --- | --- | --- | --- | --- | --- | --- | ---- | ---- | ---- | ---- |
|     | 1   |     | 1   | 2   | 2   | 3   | 5   | 3   | 5    | 4    | 3    | 29   |

## 「台風」に分類されている熱帯低気圧

### 台風1号（ジュディ）
198601・01W・アカン

### 台風2号（ケン）
198602・02W・ビシン

### 台風3号（ローラ）
198603・03W
| 順位 | 台風               | 国際名  | 年     | 最大風速 (kt) |
| ---- | ------------------ | ------- | ------ | ------------- |
| 1    | 昭和54年台風第20号 | Tip     | 1979年 | 140           |
| 2    | 平成25年台風第30号 | Haiyan  | 2013年 | 125           |
| 2    | 平成22年台風第13号 | Megi    | 2010年 | 125           |
| 2    | 昭和57年台風第10号 | Bess    | 1982年 | 125           |
| 5    | 令和3年台風第2号   | Surigae | 2021年 | 120           |
| 5    | 令和2年台風第19号  | Goni    | 2020年 | 120           |
| 5    | 平成28年台風第14号 | Meranti | 2016年 | 120           |
| 5    | 平成3年台風第28号  | Yuri    | 1991年 | 120           |
| 5    | 平成2年台風第19号  | Flo     | 1990年 | 120           |
| 5    | 昭和61年台風第3号  | Lola    | 1986年 | 120           |
| 5    | 昭和60年台風第22号 | Dot     | 1985年 | 120           |
| 5    | 昭和59年台風第22号 | Vanessa | 1984年 | 120           |
| 5    | 昭和58年台風第5号  | Abby    | 1983年 | 120           |
| 5    | 昭和57年台風第21号 | Mac     | 1982年 | 120           |
| 5    | 昭和56年台風第22号 | Elsie   | 1981年 | 120           |
| 5    | 昭和55年台風第19号 | Wynne   | 1980年 | 120           |
| 5    | 昭和53年台風第26号 | Rita    | 1978年 | 120           |

### 台風4号（マック）
198604・04W・クラリン

### 台風5号（ナンシー）
198605・05W・デリン

### 台風6号（オーウェン）
198606・06W・エマン

### 台風7号（ペギー）
198607・07W・ガディン

### 台風8号（ロジャー）
198608・08W・ヘリン

### 台風9号
198609

### 台風10号（サラ）
198610・09W・イリアン

### 台風11号（ジョーゼット）
198611・10W

### 台風12号（チップ）
198612・11W

### 台風13号（ヴェラ）
198613・12W・ロレン

### 台風14号（ウェイン）
198614・13W・ミディン

### 台風15号
198615

### 台風16号（アビー）
198616・14W・ノーミン

### 台風17号（ベン）
198617・15W

### 台風18号（カルメン）
198618・16W

### 台風19号（ドム）
198619・17W・オヤン

### 台風20号（エレン）
198620・18W・パイン

### 台風21号（フォレスト）
198621・19W

### 台風22号（ジョージア）
198622・20W・ルーピン

### 台風23号（ハーバート）
198623・21W・テリング

### 台風24号（アイダ）
198624・22W・ウディン

### 台風25号（ジョー）
198625・23W・ウェリン

### 台風26号（キム）
198626・24W・ヤニン

### 台風27号（レックス）
198627・25W

### 台風28号（マージ）
198628・26W・エイニン

### 台風29号（ノリス）
198629・27W・ビダン

1986年12月23日に発生し、1987年1月2日に消滅するという、年越し台風となった。1977年の台風21号以来、9年ぶりの年越し台風であった。